# Carvalhópolis
Carvalhópolis est une municipalité brésilienne de l'État du Minas Gerais et la Microrégion d'Alfenas.